# Adelaida Lukanina
Adelaida N. Lukanina (1843-1908) est une médecin et chimiste russe, reconnue pour ses recherches en chimie. Elle est également l’autrice de différentes œuvres semi-autobiographiques.

## Biographie
Adelaida Rykacheva grandit dans la région rurale de Novgorod. Elle étudie pour devenir professeure, puis fait des études de chimie dans le but de devenir médecin. Elle conclut un mariage de convenance avec un commerçant nommé Iulii Lukanin.
Elle est arrêtée en raison de ses activités de militante politique en Russie, puis en 1870, elle s'installe en Finlande où elle poursuit ses études à l'université d'Helsinki. En 1872, elle s'inscrit à la faculté de médecine de l'université de Zurich. Elle poursuit son activisme politique en Suisse, et sacrifie une perspective de carrière médicale en Russie, en défiant les ordres du tsar Alexandre II. À cette époque, si une femme médecin russe exilée refusait de quitter la Suisse, elle était alors interdite de toute pratique de la médecine dans son pays d’origine.
En 1875, elle s'installe aux États-Unis pour terminer ses études et obtient son diplôme de médecin au Woman's Medical College de Pennsylvanie.
Elle se remarie au cours des années 1890 et prend le nom d'Adelaida Paevskaïa, mais cette union prend fin en 1895. Elle passe la fin de sa vie comme commerçante et médecin. Elle recueille également des femmes qu’elle soigne, loge et auxquelles elle enseigne la médecine. Elle meurt en 1908 après une longue maladie.

## Carrière professionnelle
Adelaida Lukanina travaille pendant quelque temps au New England Hospital for Women and Children. Elle est également connue pour la qualité de ses articles scientifiques et les textes de fiction semi-autobiographique qu’elle rédige. Après son diplôme, elle s’installe de nouveau en Europe et publie une série d’histoires courtes racontant son exil aux États-Unis.
De 1877 à 1885, elle vit à Paris, attendant l’autorisation du gouvernement russe afin de retourner exercer en Russie. Pendant son séjour, elle continue de publier des fictions et travaille comme traductrice pour gagner sa vie. 
Adelaida Lukanina retrouve la Russie en 1885 mais elle n’est autorisée à pratiquer la médecine qu'en 1892, lorsque le choléra s’étend sur la partie occidentale de la Russie et que des femmes médecins sont réquisitionnées pour soigner les populations rurales. 

## Recherches scientifiques
En collaboration avec le chimiste russe Aleksandr Borodin, Adelaida Lukanina découvre que l'albumine peut être oxydée pour produire de l'urée. Elle apporte également une correction à l'explication erronée d’Heinrich Limpricht sur la réaction du chlorure de succinyle avec le benjoin. 

## Publications
Ses œuvres notables comprennent Liubushka (1878), Olden-Day Matters (quatre parties entre 1880-1887) et Ward # 103 (1879). Les ouvrages Liubushka et Olden-Day Matters réunissent des textes semi-autobiographiques sur la vie rurale à Novgorod, tandis que pour Ward # 103[Quoi ?], l’autrice raconte son expérience de médecin auprès des travailleurs et travailleuses du sexe à Zurich. Une autre de ses expériences professionnelles auprès des populations rurales est résumée au sein de Voyage dans l'épidémie de choléra.